# Río Pumiri
Río Pumiri är ett vattendrag i Bolivia.   Det ligger i departementet Oruro, i den västra delen av landet, 300 km väster om huvudstaden Sucre.
Omgivningarna runt Río Pumiri är i huvudsak ett öppet busklandskap. Runt Río Pumiri är det mycket glesbefolkat, med 2 invånare per kvadratkilometer.